# Koczała (gemeente)
De gemeente Koczała is een landgemeente in het Poolse woiwodschap Pommeren, in powiat Człuchowski.
De gemeente bestaat uit 7 administratieve plaatsen solectwo: Bielsko, Koczała, Łękinia, Pietrzykowo, Starzno, Trzyniec, Załęże
De zetel van de gemeente is in Koczała.
Op 30 juni 2004 telde de gemeente 3505 inwoners.

## Oppervlakte gegevens
In 2002 bedroeg de totale oppervlakte van gemeente Koczała 222,41 km², waarvan:
- agrarisch gebied: 26%
- bossen: 67%

De gemeente beslaat 14,13% van de totale oppervlakte van de powiat.

## Demografie
Stand op 30 juni 2004:
| Omschrijving                   | Totaal | Totaal | Vrouwen | Vrouwen | Mannen | Mannen |
| ------------------------------ | ------ | ------ | ------- | ------- | ------ | ------ |
| eenheid                        | aantal | %      | aantal  | %       | aantal | %      |
| inwoners                       | 3505   | 100    | 1799    | 51,3    | 1706   | 48,7   |
| bevolkingsdichtheid (inw./km²) | 15,8   | 15,8   | 8,1     | 8,1     | 7,7    | 7,7    |

In 2002 bedroeg het gemiddelde inkomen per inwoner 1582,46 zł.

## Zonder de statussołectwo
Adamki, Bryle, Ciemino, Dymin, Działek, Dźwierzeński Młyn, Dźwierzno, Kałka, Niedźwiady, Niesiłowo, Ostrówek, Pietrzykówko, Płocicz, Podlesie, Potoki, Stara Brda, Stara Brda Pilska, Strużka, Świerkówko, Wilkowo, Zagaje, Zapadłe, Żukowo.

## Aangrenzende gemeenten
Biały Bór, Lipnica, Miastko, Przechlewo, Rzeczenica